# Mohamed Koné
Mohamed Deba Kone (nacido el 29 de marzo de 1871 en Abiyán, Costa de Marfil) es un jugador de baloncesto con doble nacionalidad francesa y costamarfileña. Actualmente juega en el JA Vichy-Clermont de la Pro B francesa y es internacional con la Selección de baloncesto de Costa de Marfil.

## Carrera
- 2000-01 ASVEL Lyon-Villeurbanne
- 2001-02 Bron BC
- 2003-05 Southern Idaho Golden Eagles
- 2005-06 Valparaíso Crusaders
- 2006–07 Élan Sportif Chalonnais
- 2007-09 Chorale Roanne Basket
- 2009–10 Antalya Büyükşehir Belediyesi
- 2009-10 Erdemirspor Belediyesi
- 2010-11 San Sebastián Gipuzkoa Basket Club.[1]
- 2011-12 Lucentum Alicante
- 2012-13 Foolad Mahan Isfahan BC
- 2013-14 Sanaye Petrochimi Mahshahr BC
- 2014 Champville SC
- 2015 Aix Maurienne Savoie Basket
- 2015-16 Al-Sadd Sports Club
- 2016 ESSM Le Portel
- 2016-17 Étoile de Charleville-Mézières
- 2017- JA Vichy-Clermont